# 新安圩站
新安圩站位于广东省茂名市化州市新安镇，是河茂铁路线上的一座四等站，于1959年投入使用。离河唇站15公里，距茂名站46公里，隶属中国铁路南宁局集团管辖。客运可办理旅客乘降及行李、包裹托运；货运可办理整车货物到发。

## 车站位置
位于河唇线k14+216处